# Горње Брезно
Горње Брезно је насељено место у саставу општине Хум на Сутли у Крапинско-загорској жупанији, Република Хрватска.

## Историја
До територијалне реорганизације у Хрватској налазило се у саставу старе општине Преграда.

## Становништво
На попису становништва 2011. године, Горње Брезно је имало 289 становника.

## Попис1991.
На попису становништва 1991. године, насељено место Горње Брезно је имало 340 становника, следећег националног састава:
| Попис 1991.‍ | Попис 1991.‍ | Попис 1991.‍ | Попис 1991.‍ | Попис 1991.‍ |
| ----------- | ----------- | ----------- | ----------- | ----------- |
|             |             |             |             |             |
| Хрвати      | Хрвати      |             | 331         | 97,35%      |
| Словенци    | Словенци    |             | 7           | 2,05%       |
| Срби        | Срби        |             | 1           | 0,29%       |
| непознато   | непознато   |             | 1           | 0,29%       |
| укупно: 340 |             |             |             |             |